# Saison 2020-2021 du Heat de Miami
La saison 2020-2021 du Heat de Miami est la 33e saison de la franchise en NBA. La franchise entre dans cette saison, en tant que champions de la conférence Est et finaliste des Finales NBA 2021 face aux Lakers de Los Angeles. 
Le 11 mai 2021, le Heat se qualifie officiellement pour les playoffs, affrontant les Bucks de Milwaukee au premier tour, s'inclinant en quatre matchs face aux futurs champions NBA. 

## Draft
| Tour | Choix | Joueur           | Poste | Nationalité | Provenance        |
| ---- | ----- | ---------------- | ----- | ----------- | ----------------- |
| 1    | 20    | Precious Achiuwa | PF    | Nigeria     | Tigers de Memphis |

## Matchs

### Pré-saison
| Pré-saison Total: 1-1 (Domicile : 0-1; Extérieur : 1-0) |

| Match | Date match  | Équipe              | Score     | Meilleur marqueur | Meilleur rebondeur    | Meilleur passeur | Lieux                   | Série |
| ----- | ----------- | ------------------- | --------- | ----------------- | --------------------- | ---------------- | ----------------------- | ----- |
| 1     | 14 décembre | La Nouvelle-Orléans | D 92-114  | Tyler Herro (17)  | Max Strus (8)         | Bam Adebayo (8)  | American Airlines Arena | 0 - 1 |
| 2     | 18 décembre | @ Toronto           | V 117-105 | KZ Okpala (24)    | Precious Achiuwa (15) | Goran Dragić (8) | Amalie Arena            | 1 - 1 |

### Saison régulière
| Saison régulière Total: 40-32 (Domicile : 21-15; Extérieur : 19-17) |

| Match | Date match  | Équipe              | Score     | Meilleur marqueur    | Meilleur rebondeur | Meilleur passeur   | Lieux                   | Série |
| ----- | ----------- | ------------------- | --------- | -------------------- | ------------------ | ------------------ | ----------------------- | ----- |
| 1     | 23 décembre | @ Orlando           | D 107-113 | Bam Adebayo (25)     | Bam Adebayo (11)   | Butler, Dragić (7) | Amway Center            | 0 - 1 |
| 2     | 25 décembre | La Nouvelle-Orléans | V 111-98  | Duncan Robinson (23) | Andre Iguodala (7) | Goran Dragić (9)   | American Airlines Arena | 1 - 1 |
| 3     | 29 décembre | Milwaukee           | D 97-144  | Tyler Herro (23)     | Bam Adebayo (6)    | Tyler Herro (7)    | American Airlines Arena | 1 - 2 |
| 4     | 30 décembre | Milwaukee           | V 119-108 | Goran Dragić (26)    | Tyler Herro (15)   | Bam Adebayo (10)   | American Airlines Arena | 2 - 2 |

| Match                                                                                      | Date match  | Équipe         | Score          | Meilleur marqueur    | Meilleur rebondeur    | Meilleur passeur    | Lieux                    | Série  |
| ------------------------------------------------------------------------------------------ | ----------- | -------------- | -------------- | -------------------- | --------------------- | ------------------- | ------------------------ | ------ |
| 5                                                                                          | 1er janvier | @ Dallas       | D 83-93        | Bam Adebayo (19)     | Bam Adebayo (11)      | Goran Dragić (7)    | American Airlines Center | 2 - 3  |
| 6                                                                                          | 4 janvier   | Oklahoma City  | V 118-90       | Bam Adebayo (20)     | Tyler Herro (9)       | Tyler Herro (8)     | American Airlines Arena  | 3 - 3  |
| 7                                                                                          | 6 janvier   | Boston         | D 105-107      | Jimmy Butler (26)    | Adebayo, Butler (8)   | Bam Adebayo (10)    | American Airlines Arena  | 3 - 4  |
| 8                                                                                          | 9 janvier   | @ Washington   | V 128-124      | Tyler Herro (31)     | Bam Adebayo (16)      | Jimmy Butler (9)    | Capital One Arena        | 4 - 4  |
| -                                                                                          | 10 janvier  | @ Boston       | Reporté*       | Reporté*             | Reporté*              | Reporté*            | TD Garden                | -      |
| 9                                                                                          | 12 janvier  | @ Philadelphie | D 134-137 (OT) | Tyler Herro (34)     | Precious Achiuwa (13) | Andre Iguodala (7)  | Wells Fargo Center       | 4 - 5  |
| 10                                                                                         | 14 janvier  | @ Philadelphie | D 108-125      | Duncan Robinson (22) | Precious Achiuwa (11) | Andre Iguodala (8)  | Wells Fargo Center       | 4 - 6  |
| 11                                                                                         | 16 janvier  | Détroit        | D 100-120      | Bam Adebayo (28)     | Bam Adebayo (7)       | Goran Dragić (10)   | American Airlines Arena  | 4 - 7  |
| 12                                                                                         | 18 janvier  | Détroit        | V 113-107      | Bam Adebayo (28)     | Bam Adebayo (11)      | Bam Adebayo (5)     | American Airlines Arena  | 5 - 7  |
| 13                                                                                         | 20 janvier  | @ Toronto      | V 111-102      | Kendrick Nunn (28)   | Bam Adebayo (13)      | Kelly Olynyk (8)    | Amalie Arena             | 6 - 7  |
| 14                                                                                         | 22 janvier  | @ Toronto      | D 81-101       | Kendrick Nunn (22)   | Bam Adebayo (8)       | Kendrick Nunn (5)   | Amalie Arena             | 6 - 8  |
| 15                                                                                         | 23 janvier  | @ Brooklyn     | D 124-128      | Bam Adebayo (41)     | Kelly Olynyk (6)      | Bam Adebayo (9)     | Barclays Center          | 6 - 9  |
| 16                                                                                         | 25 janvier  | @ Brooklyn     | D 85-98        | Bam Adebayo (26)     | Bam Adebayo (10)      | Adebayo, Dragić (5) | Barclays Center          | 6 - 10 |
| 17                                                                                         | 27 janvier  | Denver         | D 82-109       | Kendrick Nunn (17)   | Bam Adebayo (7)       | Bam Adebayo (6)     | American Airlines Arena  | 6 - 11 |
| 18                                                                                         | 28 janvier  | L.A. Clippers  | D 105-109      | Tyler Herro (19)     | Bam Adebayo (13)      | Bam Adebayo (7)     | American Airlines Arena  | 6 - 12 |
| 19                                                                                         | 30 janvier  | Sacramento     | V 105-104      | Jimmy Butler (30)    | Bam Adebayo (13)      | Jimmy Butler (8)    | American Airlines Arena  | 7 - 12 |
| * Le match a été reporté à la suite du protocole sanitaire de la ligue contre la covid-19. |             |                |                |                      |                       |                     |                          |        |

| Match | Date match  | Équipe          | Score          | Meilleur marqueur    | Meilleur rebondeur     | Meilleur passeur   | Lieux                   | Série   |
| ----- | ----------- | --------------- | -------------- | -------------------- | ---------------------- | ------------------ | ----------------------- | ------- |
| 20    | 1er février | Charlotte       | D 121-129      | Jimmy Butler (25)    | Adebayo, Butler (9)    | Dragić, Herro (8)  | American Airlines Arena | 7 - 13  |
| 21    | 3 février   | Washington      | D 100-103      | Tyler Herro (20)     | Adebayo, Olynyk (11)   | Jimmy Butler (9)   | American Airlines Arena | 7 - 14  |
| 22    | 5 février   | Washington      | V 122-95       | Kendrick Nunn (25)   | Andre Iguodala (10)    | Jimmy Butler (9)   | American Airlines Arena | 8 - 14  |
| 23    | 7 février   | @ New York      | V 109-103      | Bam Adebayo (24)     | Bam Adebayo (11)       | Jimmy Butler (9)   | Madison Square Garden   | 9 - 14  |
| 24    | 9 février   | New York        | V 98-96        | Jimmy Butler (26)    | Jimmy Butler (8)       | Jimmy Butler (10)  | American Airlines Arena | 10 - 14 |
| 25    | 11 février  | @ Houston       | V 101-94       | Jimmy Butler (27)    | Adebayo, Olynyk (13)   | Jimmy Butler (10)  | Toyota Center           | 11 - 14 |
| 26    | 13 février  | @ Utah          | D 94-112       | Kendrick Nunn (23)   | Adebayo, Olynyk (10)   | Adebayo, Herro (6) | Vivint Smart Home Arena | 11 - 15 |
| 27    | 15 février  | @ L.A. Clippers | D 118-125      | Jimmy Butler (30)    | Bam Adebayo (12)       | Jimmy Butler (10)  | Staples Center          | 11 - 16 |
| 28    | 17 février  | @ Golden State  | D 112-120 (OT) | Bam Adebayo (24)     | Tyler Herro (15)       | Jimmy Butler (11)  | Chase Center            | 11 - 17 |
| 29    | 18 février  | @ Sacramento    | V 118-110      | Tyler Herro (27)     | Bam Adebayo (12)       | Jimmy Butler (13)  | Golden 1 Center         | 12 - 17 |
| 30    | 20 février  | @ L.A. Lakers   | V 96-94        | Kendrick Nunn (27)   | Adebayo, Robinson (10) | Bam Adebayo (6)    | Staples Center          | 13 - 17 |
| 31    | 22 février  | @ Oklahoma City | V 108-94       | Duncan Robinson (22) | Bam Adebayo (13)       | Butler, Nunn (9)   | Chesapeake Energy Arena | 14 - 17 |
| 32    | 24 février  | Toronto         | V 116-108      | Jimmy Butler (27)    | Bam Adebayo (12)       | Jimmy Butler (10)  | American Airlines Arena | 15 - 17 |
| 33    | 26 février  | Utah            | V 124-116      | Jimmy Butler (33)    | Bam Adebayo (11)       | Jimmy Butler (8)   | American Airlines Arena | 16 - 17 |
| 34    | 28 février  | Atlanta         | V 109-99       | Kendrick Nunn (24)   | Bam Adebayo (13)       | Kendrick Nunn (7)  | American Airlines Arena | 17 - 17 |

| Match                  | Date match | Équipe                | Score          | Meilleur marqueur     | Meilleur rebondeur    | Meilleur passeur  | Lieux                   | Série   |
| ---------------------- | ---------- | --------------------- | -------------- | --------------------- | --------------------- | ----------------- | ----------------------- | ------- |
| 35                     | 2 mars     | Atlanta               | D 80-94        | Dragić, Robinson (14) | Kelly Olynyk (6)      | Goran Dragić (4)  | American Airlines Arena | 17 - 18 |
| 36                     | 4 mars     | @ La Nouvelle-Orléans | V 103-93       | Jimmy Butler (29)     | Kelly Olynyk (10)     | Jimmy Butler (9)  | Smoothie King Center    | 18 - 18 |
| NBA All-Star Game 2021 |            |                       |                |                       |                       |                   |                         |         |
| 37                     | 11 mars    | Orlando               | V 111-103      | Jimmy Butler (27)     | Jimmy Butler (8)      | Jimmy Butler (11) | American Airlines Arena | 19 - 18 |
| 38                     | 12 mars    | @ Chicago             | V 101-90       | Jimmy Butler (28)     | Kelly Olynyk (9)      | Jimmy Butler (8)  | United Center           | 20 - 18 |
| 39                     | 14 mars    | @ Orlando             | V 102-97       | Jimmy Butler (29)     | Tyler Herro (8)       | Jimmy Butler (9)  | Amway Center            | 21 - 18 |
| 40                     | 16 mars    | Cleveland             | V 113-98       | Jimmy Butler (28)     | Jimmy Butler (12)     | Goran Dragić (9)  | American Airlines Arena | 22 - 18 |
| 41                     | 17 mars    | @ Memphis             | D 85-89        | Jimmy Butler (24)     | Bam Adebayo (12)      | Bam Adebayo (6)   | FedExForum              | 22 - 19 |
| 42                     | 19 mars    | Indiana               | D 110-137      | Bam Adebayo (20)      | Adebayo, Butler (8)   | Bam Adebayo (5)   | American Airlines Arena | 22 - 20 |
| 43                     | 21 mars    | Indiana               | D 106-109 (OT) | Bam Adebayo (29)      | Jimmy Butler (15)     | Jimmy Butler (7)  | American Airlines Arena | 22 - 21 |
| 44                     | 23 mars    | Phoenix               | D 100-110      | Kendrick Nunn (25)    | Jimmy Butler (11)     | Bam Adebayo (6)   | American Airlines Arena | 22 - 22 |
| 45                     | 25 mars    | Portland              | D 122-125      | Bam Adebayo (29)      | Bam Adebayo (9)       | Gabe Vincent (9)  | American Airlines Arena | 22 - 23 |
| 46                     | 26 mars    | @ Charlotte           | D 105-110      | Butler, Robinson (20) | Trevor Ariza (9)      | Jimmy Butler (9)  | Spectrum Center         | 22 - 24 |
| 47                     | 29 mars    | @ New York            | V 98-88        | Jimmy Butler (27)     | Bam Adebayo (17)      | Jimmy Butler (6)  | Madison Square Garden   | 23 - 24 |
| 48                     | 31 mars    | @ Indiana             | V 92-87        | Duncan Robinson (20)  | Adebayo, Robinson (8) | Bam Adebayo (7)   | Bankers Life Fieldhouse | 24 - 24 |

| Match | Date match | Équipe        | Score     | Meilleur marqueur    | Meilleur rebondeur    | Meilleur passeur  | Lieux                   | Série   |
| ----- | ---------- | ------------- | --------- | -------------------- | --------------------- | ----------------- | ----------------------- | ------- |
| 49    | 1er avril  | Golden State  | V 116-109 | Jimmy Butler (22)    | Bam Adebayo (8)       | Jimmy Butler (8)  | American Airlines Arena | 25 - 24 |
| 50    | 3 avril    | Cleveland     | V 115-101 | Bam Adebayo (18)     | Bam Adebayo (11)      | Jimmy Butler (11) | American Airlines Arena | 26 - 24 |
| 51    | 6 avril    | Memphis       | D 112-124 | Jimmy Butler (28)    | Bam Adebayo (10)      | Bam Adebayo (10)  | American Airlines Arena | 26 - 25 |
| 52    | 8 avril    | L.A. Lakers   | V 110-104 | Jimmy Butler (28)    | Adebayo, Butler (8)   | Jimmy Butler (5)  | American Airlines Arena | 27 - 25 |
| 53    | 11 avril   | @ Portland    | V 107-98  | Bam Adebayo (22)     | Tyler Herro (7)       | Jimmy Butler (5)  | Moda Center             | 28 - 25 |
| 54    | 13 avril   | @ Phoenix     | D 86-106  | Jimmy Butler (18)    | Bam Adebayo (10)      | Jimmy Butler (8)  | PHX Arena               | 28 - 26 |
| 55    | 14 avril   | @ Denver      | D 106-123 | Bam Adebayo (21)     | Bam Adebayo (6)       | Jimmy Butler (9)  | Ball Arena              | 28 - 27 |
| 56    | 16 avril   | @ Minnesota   | D 111-119 | Jimmy Butler (30)    | Jimmy Butler (10)     | Jimmy Butler (8)  | Target Center           | 28 - 28 |
| 57    | 18 avril   | Brooklyn      | V 109-107 | Bam Adebayo (21)     | Bam Adebayo (15)      | Goran Dragić (7)  | American Airlines Arena | 29 - 28 |
| 58    | 19 avril   | Houston       | V 113-91  | Kendrick Nunn (30)   | Precious Achiuwa (11) | Kendrick Nunn (8) | American Airlines Arena | 30 - 28 |
| 59    | 21 avril   | @ San Antonio | V 107-87  | Bam Adebayo (23)     | Bam Adebayo (8)       | Jimmy Butler (11) | AT&T Center             | 31 - 28 |
| 60    | 23 avril   | @ Atlanta     | D 103-118 | Kendrick Nunn (21)   | Trevor Ariza (10)     | Jimmy Butler (7)  | State Farm Arena        | 31 - 29 |
| 61    | 24 avril   | Chicago       | V 106-101 | Duncan Robinson (23) | Trois joueurs (6)     | Bam Adebayo (10)  | American Airlines Arena | 32 - 29 |
| 62    | 26 avril   | Chicago       | D 102-110 | Jimmy Butler (33)    | Jimmy Butler (8)      | Goran Dragić (7)  | American Airlines Arena | 32 - 30 |
| 63    | 28 avril   | San Antonio   | V 116-111 | Jimmy Butler (29)    | Bam Adebayo (11)      | Goran Dragić (7)  | American Airlines Arena | 33 - 30 |

| Match | Date match | Équipe       | Score     | Meilleur marqueur     | Meilleur rebondeur    | Meilleur passeur  | Lieux                      | Série   |
| ----- | ---------- | ------------ | --------- | --------------------- | --------------------- | ----------------- | -------------------------- | ------- |
| 64    | 1er mai    | @ Cleveland  | V 124-107 | Kendrick Nunn (22)    | Bam Adebayo (10)      | Goran Dragić (7)  | Rocket Mortgage FieldHouse | 34 - 30 |
| 65    | 2 mai      | @ Charlotte  | V 121-111 | Bam Adebayo (20)      | Butler, Dedmon (8)    | Bam Adebayo (10)  | Spectrum Center            | 35 - 30 |
| 66    | 4 mai      | Dallas       | D 113-127 | Dragić, Robinson (19) | Adebayo, Robinson (9) | Bam Adebayo (11)  | American Airlines Arena    | 35 - 31 |
| 67    | 7 mai      | Minnesota    | V 121-112 | Tyler Herro (27)      | Ariza, Butler (8)     | Jimmy Butler (6)  | American Airlines Arena    | 36 - 31 |
| 68    | 9 mai      | @ Boston     | V 130-124 | Jimmy Butler (26)     | Jimmy Butler (8)      | Jimmy Butler (11) | TD Garden                  | 37 - 31 |
| 69    | 11 mai     | @ Boston     | V 129-121 | Tyler Herro (24)      | Tyler Herro (11)      | Bam Adebayo (5)   | TD Garden                  | 38 - 31 |
| 70    | 13 mai     | Philadelphie | V 106-94  | Jimmy Butler (21)     | Bam Adebayo (12)      | Bam Adebayo (8)   | American Airlines Arena    | 39 - 31 |
| 71    | 15 mai     | @ Milwaukee  | D 108-122 | Kendrick Nunn (31)    | Bam Adebayo (8)       | Bam Adebayo (8)   | Fiserv Forum               | 39 - 32 |
| 72    | 16 mai     | @ Détroit    | V 120-107 | Precious Achiuwa (23) | Precious Achiuwa (10) | Tyler Herro (11)  | Little Caesars Arena       | 40 - 32 |

### Playoffs
| Playoffs Total: 0-4 (Domicile : 0-2; Extérieur : 0-2) |

| Match | Date match | Équipe      | Score          | Meilleur marqueur   | Meilleur rebondeur  | Meilleur passeur  | Lieux                   | Série |
| ----- | ---------- | ----------- | -------------- | ------------------- | ------------------- | ----------------- | ----------------------- | ----- |
| 1     | 22 mai     | @ Milwaukee | D 107-109 (OT) | Goran Dragić (25)   | Adebayo, Ariza (12) | Jimmy Butler (8)  | Fiserv Forum            | 0 - 1 |
| 2     | 24 mai     | @ Milwaukee | D 98-132       | Dewayne Dedmon (19) | Dewayne Dedmon (9)  | Trois joueurs (4) | Fiserv Forum            | 0 - 2 |
| 3     | 27 mai     | Milwaukee   | D 84-113       | Jimmy Butler (19)   | Adebayo, Butler (8) | Jimmy Butler (6)  | American Airlines Arena | 0 - 3 |
| 4     | 29 mai     | Milwaukee   | D 103-120      | Bam Adebayo (20)    | Bam Adebayo (14)    | Jimmy Butler (10) | American Airlines Arena | 0 - 4 |

### Confrontations en saison régulière
| Conférence Est      | Conférence Est                              | Conférence Est                              | Conférence Est                              | Conférence Est                              | Conférence Ouest                            | Conférence Ouest                            | Conférence Ouest                            |
| Division Atlantique | Division Atlantique                         | Division Atlantique                         | Division Atlantique                         | Division Atlantique                         | Division Nord-Ouest                         | Division Nord-Ouest                         | Division Nord-Ouest                         |
| Équipe              | Domicile                                    | Domicile                                    | Extérieur                                   | Extérieur                                   | Équipe                                      | Domicile                                    | Extérieur                                   |
| ------------------- | ------------------------------------------- | ------------------------------------------- | ------------------------------------------- | ------------------------------------------- | ------------------------------------------- | ------------------------------------------- | ------------------------------------------- |
| Boston              | 105-107                                     |                                             | 130-124                                     | 129-121                                     | Denver                                      | 82-109                                      | 106-123                                     |
| Brooklyn            | 109-107                                     |                                             | 124-128                                     | 85-98                                       | Minnesota                                   | 121-112                                     | 111-119                                     |
| New York            | 98-96                                       |                                             | 109-103                                     | 98-88                                       | Oklahoma City                               | 118-90                                      | 108-94                                      |
| Philadelphie        | 106-94                                      |                                             | 134-137 (OT)                                | 108-125                                     | Portland                                    | 122-125                                     | 107-98                                      |
| Toronto             | 116-108                                     |                                             | 111-102                                     | 81-101                                      | Utah                                        | 124-116                                     | 94-112                                      |
|                     | 4–1                                         | 4–1                                         | 5–5                                         | 5–5                                         |                                             | 3–2                                         | 2–3                                         |
| Division            | 9–6                                         | 9–6                                         | 9–6                                         | 9–6                                         | Division                                    | 5–5                                         | 5–5                                         |
| Division Centrale   | Division Centrale                           | Division Centrale                           | Division Centrale                           | Division Centrale                           | Division Pacifique                          | Division Pacifique                          | Division Pacifique                          |
| Équipe              | Domicile                                    | Domicile                                    | Extérieur                                   | Extérieur                                   | Équipe                                      | Domicile                                    | Extérieur                                   |
| Chicago             | 106-101                                     | 102-110                                     | 101-90                                      |                                             | Golden State                                | 116-109                                     | 112-120 (OT)                                |
| Cleveland           | 113-98                                      | 115-101                                     | 124-107                                     |                                             | L.A. Clippers                               | 105-109                                     | 118-125                                     |
| Detroit             | 100-120                                     | 113-107                                     | 120-107                                     |                                             | L.A. Lakers                                 | 110-104                                     | 96-94                                       |
| Indiana             | 110-137                                     | 106-109 (OT)                                | 92-87                                       |                                             | Phoenix                                     | 100-110                                     | 86-106                                      |
| Milwaukee           | 97-144                                      | 119-108                                     | 108-122                                     |                                             | Sacramento                                  | 105-104                                     | 118-110                                     |
|                     | 5–5                                         | 5–5                                         | 4–1                                         | 4–1                                         |                                             | 3–2                                         | 2–3                                         |
| Division            | 9–6                                         | 9–6                                         | 9–6                                         | 9–6                                         | Division                                    | 5–5                                         | 5–5                                         |
| Division Sud-Est    | Division Sud-Est                            | Division Sud-Est                            | Division Sud-Est                            | Division Sud-Est                            | Division Sud-Ouest                          | Division Sud-Ouest                          | Division Sud-Ouest                          |
| Équipe              | Domicile                                    | Domicile                                    | Extérieur                                   | Extérieur                                   | Équipe                                      | Domicile                                    | Extérieur                                   |
| Atlanta             | 109-99                                      | 80-94                                       | 103-118                                     |                                             | Dallas                                      | 113-127                                     | 83-93                                       |
| Charlotte           | 121-129                                     |                                             | 105-110                                     | 121-111                                     | Houston                                     | 113-91                                      | 101-94                                      |
|                     |                                             |                                             |                                             |                                             | Memphis                                     | 112-124                                     | 85-89                                       |
| Orlando             | 111-103                                     |                                             | 107-113                                     | 102-97                                      | New Orleans                                 | 111-98                                      | 103-93                                      |
| Washington          | 100-103                                     | 122-95                                      | 128-124                                     |                                             | San Antonio                                 | 116-111                                     | 107-87                                      |
|                     | 3–3                                         | 3–3                                         | 3–3                                         | 3–3                                         |                                             | 3–2                                         | 3–2                                         |
| Division            | 6–6                                         | 6–6                                         | 6–6                                         | 6–6                                         | Division                                    | 6–4                                         | 6–4                                         |
| Conférence          | 24–18 (Domicile : 12–9; Extérieur : 12–9)   | 24–18 (Domicile : 12–9; Extérieur : 12–9)   | 24–18 (Domicile : 12–9; Extérieur : 12–9)   | 24–18 (Domicile : 12–9; Extérieur : 12–9)   | Conférence                                  | 16–14 (Domicile : 9–6; Extérieur : 7–8)     | 16–14 (Domicile : 9–6; Extérieur : 7–8)     |
| Total               | 40–32 (Domicile : 21–15; Extérieur : 19–17) | 40–32 (Domicile : 21–15; Extérieur : 19–17) | 40–32 (Domicile : 21–15; Extérieur : 19–17) | 40–32 (Domicile : 21–15; Extérieur : 19–17) | 40–32 (Domicile : 21–15; Extérieur : 19–17) | 40–32 (Domicile : 21–15; Extérieur : 19–17) | 40–32 (Domicile : 21–15; Extérieur : 19–17) |

## Classements
| Conférence Est | Conférence Est             | Conférence Est | Conférence Est | Conférence Est | Conférence Est | Conférence Est | Conférence Est |
| No             | Franchise                  | Vic.           | Déf.           | MJ             | V/D            | GB             |                |
| -------------- | -------------------------- | -------------- | -------------- | -------------- | -------------- | -------------- | -------------- |
| 1              | c - 76ers de Philadelphie* | 49             | 23             | 72             | .681           | –              |                |
| 2              | x - Nets de Brooklyn       | 48             | 24             | 72             | .667           | 1              |                |
| 3              | y - Bucks de Milwaukee*    | 46             | 26             | 72             | .639           | 3              |                |
| 4              | x - Knicks de New York     | 41             | 31             | 72             | .569           | 8              |                |
| 5              | y - Hawks d'Atlanta*       | 41             | 31             | 72             | .569           | 8              |                |
| 6              | x - Heat de Miami          | 40             | 32             | 72             | .556           | 9              |                |
|                |                            |                |                |                |                |                |                |
| 7              | x - Celtics de Boston      | 36             | 36             | 72             | .500           | 13             |                |
| 8              | x - Wizards de Washington  | 34             | 38             | 72             | .472           | 15             |                |
| 9              | o - Pacers de l'Indiana    | 34             | 38             | 72             | .472           | 15             |                |
| 10             | o - Hornets de Charlotte   | 33             | 39             | 72             | .458           | 16             |                |
|                |                            |                |                |                |                |                |                |
| 11             | o - Bulls de Chicago       | 31             | 41             | 72             | .431           | 18             |                |
| 12             | o - Raptors de Toronto     | 27             | 45             | 72             | .375           | 22             |                |
| 13             | o - Cavaliers de Cleveland | 22             | 50             | 72             | .306           | 27             |                |
| 14             | o - Magic d'Orlando        | 21             | 51             | 72             | .292           | 28             |                |
| 15             | o - Pistons de Détroit     | 20             | 52             | 72             | .278           | 29             |                |

| Division Sud-Est          | V  | D  | MJ | V/D  | GB | Dom   | Ext   | Div |
| ------------------------- | -- | -- | -- | ---- | -- | ----- | ----- | --- |
| y - Hawks d'Atlanta       | 41 | 31 | 72 | .569 | –  | 25–11 | 16–20 | 9–3 |
| x - Heat de Miami         | 40 | 32 | 72 | .556 | 1  | 21–15 | 19–17 | 6–6 |
| x - Wizards de Washington | 34 | 38 | 72 | .472 | 7  | 19–17 | 15–21 | 3–9 |
| o - Hornets de Charlotte  | 33 | 39 | 72 | .458 | 8  | 18–18 | 15–21 | 8–4 |
| o - Magic d'Orlando       | 21 | 51 | 72 | .292 | 20 | 11–25 | 10–26 | 4–8 |

## Effectif

### Effectif actuel
| Heat de Miami Effectif en fin de saison régulière              |    |                        |                      |                |
| Entraîneur : Erik Spoelstra                                    |    |                        |                      |                |
| Ailier fort / Pivot                                            | 5  | Drapeau du Nigeria     | Precious Achiuwa (R) | Memphis        |
| Pivot                                                          | 13 | Drapeau des États-Unis | Bam Adebayo          | Kentucky       |
| Ailier / Ailier fort                                           | 0  | Drapeau des États-Unis | Trevor Ariza         | UCLA           |
| Ailier fort                                                    | 70 | Drapeau de la Serbie   | Nemanja Bjelica      | Fenerbahçe SK  |
| Arrière / Ailier                                               | 22 | Drapeau des États-Unis | Jimmy Butler         | Marquette      |
| Pivot                                                          | 21 | Drapeau des États-Unis | Dewayne Dedmon       | USC            |
| Meneur                                                         | 7  | Drapeau de la Slovénie | Goran Dragić         | Union Olimpija |
| Ailier fort                                                    | 40 | Drapeau des États-Unis | Udonis Haslem        | Florida        |
| Arrière                                                        | 14 | Drapeau des États-Unis | Tyler Herro          | Kentucky       |
| Arrière / Ailier                                               | 28 | Drapeau des États-Unis | Andre Iguodala       | Arizona        |
| Meneur                                                         | 25 | Drapeau des États-Unis | Kendrick Nunn        | Oakland (en)   |
| Ailier / Ailier fort                                           | 11 | /                      | KZ Okpala            | Stanford       |
| Arrière / Meneur                                               | 4  | Drapeau des États-Unis | Victor Oladipo       | Indiana        |
| Arrière / Ailier                                               | 55 | Drapeau des États-Unis | Duncan Robinson      | Michigan       |
| Arrière / Ailier                                               | 31 | Drapeau des États-Unis | Max Strus (TW)       | DePaul         |
| Meneur / Arrière                                               | 2  | /                      | Gabe Vincent (TW)    | Santa Barbara  |
| Pivot                                                          | 77 | Drapeau de la Turquie  | Ömer Yurtseven (R)   | Georgetown     |
| (C) - Capitaine, (R) - Rookie, (TW) - Two-way contract, Blessé |    |                        |                      |                |

## Récompenses durant la saison
| Date    | Joueur           | Récompense                              |
| ------- | ---------------- | --------------------------------------- |
| 2 mars  | Tyler Herro      | ☆ Rising Stars Challenge - Team USA ☆   |
| 2 mars  | Precious Achiuwa | ☆ Rising Stars Challenge - Team World ☆ |
| 14 juin | Bam Adebayo      | NBA All-Defensive Second Team           |
| 14 juin | Jimmy Butler     | NBA All-Defensive Second Team           |
| 15 juin | Jimmy Butler     | All-NBA Third Team                      |

## Transactions

### Joueurs qui re-signent
| Date       | Joueur         | Contrat                            |
| ---------- | -------------- | ---------------------------------- |
| 22/11/2020 | Goran Dragić   | Contrat de 37 440 000 $ sur 2 ans. |
| 22/11/2020 | Meyers Leonard | Contrat de 19 552 000 $ sur 2 ans. |
| 21/11/2020 | Gabe Vincent   | Two-way contract.                  |
| 28/11/2020 | Udonis Haslem  | Contrat de 2 564 753 $ sur 1 an.   |
| 18/12/2020 | Max Strus      | Two-way contract.                  |

### Extension de contrat
| Date       | Joueur      | Option                                                                           |
| ---------- | ----------- | -------------------------------------------------------------------------------- |
| 28/11/2020 | Bam Adebayo | Extension de contrat de 163 000 590 $ sur 5 ans à partir de la saison 2021-2022. |

### Options dans les contrats
| Date       | Joueur       | Option                                                                          |
| ---------- | ------------ | ------------------------------------------------------------------------------- |
| 18/11/2020 | Kelly Olynyk | Kelly Olynyk exerce son option joueur de 13 198 244 $ pour la saison 2020-2021. |
| 01/12/2020 | Tyler Herro  | Miami exerce son option d'équipe de 4 004 280 $ pour la saison 2021-2022.       |

### Échanges
| Mars    | Mars                                    | Mars | Mars   |
| ------- | --------------------------------------- | --- | ------ |
| 17 mars | Vers le Heat de Miami - Trevor Ariza    | Vers le Thunder d'Oklahoma City - Meyers Leonard - Second tour de draft 2027                               | [ 11 ] |
| 25 mars | Vers le Heat de Miami - Victor Oladipo  | Vers les Rockets de Houston - Avery Bradley - Kelly Olynyk - Droit d'échange du premier tour de draft 2022 | [ 12 ] |
| 25 mars | Vers le Heat de Miami - Nemanja Bjelica | Vers les Kings de Sacramento - Maurice Harkless - Chris Silva                                              | [ 13 ] |

### Draft
| Date       | Joueur                 | Provenance               |
| ---------- | ---------------------- | ------------------------ |
| 25/11/2020 | Precious Achiuwa (#20) | Tigers de Memphis (NCAA) |

#### Agents libres
|  | Joueur ayant signé un contrat non-garanti, pour intégrer les camps d'entraînement de l'équipe. |

| Date       | Joueur           | Provenance                          | Contrat                                                 |
| ---------- | ---------------- | ----------------------------------- | ------------------------------------------------------- |
| 23/11/2020 | Avery Bradley    | Lakers de Los Angeles               | Contrat de 11 551 750 $ sur 2 ans.                      |
| 23/11/2020 | Maurice Harkless | Knicks de New York                  | Contrat de 3 623 000 $ sur 1 an.                        |
| 25/11/2020 | Paul Eboua       | A.S. Stella Azzurra                 | Contrat non-garanti de 898 310 $ sur 1 an.              |
| 25/11/2020 | Breein Tyree     | Rebels d'Ole Miss (NCAA)            | Contrat non-garanti de 898 310 $ sur 1 an.              |
| 30/11/2020 | Max Strus        | Bulls de Chicago                    | Contrat non-garanti de 1 445 697 $ sur 1 an.            |
| 04/12/2020 | B. J. Johnson    | Magic d'Orlando                     | Contrat non-garanti de 1 620 564 $ sur 1 an.            |
| 08/04/2021 | Dewayne Dedmon   | Pistons de Détroit                  | Contrat de 580 811 $ jusqu'à la fin de la saison.       |
| 14/05/2021 | Ömer Yurtseven   | Blue d'Oklahoma City (NBA G-League) | Contrat partiellement garanti de 1 536 439 $ sur 2 ans. |

#### Two-way contracts
| Date       | Joueur                                                       | Provenance    |
| ---------- | ------------------------------------------------------------ | ------------- |
| 18/12/2020 | Max Strus (Contrat non-garanti converti en Two-way contract) | Heat de Miami |

### Départs

#### Agents libres
| Date       | Joueur                     | Nouvelle équipe ¹                  |
| ---------- | -------------------------- | ---------------------------------- |
| 22/11/2020 | Derrick Jones Jr.          | Trail Blazers de Portland          |
| 25/11/2020 | Solomon Hill               | Hawks d'Atlanta                    |
| 28/11/2020 | Jae Crowder                | Suns de Phoenix                    |
| 03/12/2020 | Kyle Alexander (Restreint) | Baloncesto Fuenlabrada             |
| 18/12/2020 | Paul Eboua                 | Nets de Brooklyn                   |
| 19/12/2020 | Breein Tyree               | Raptors de Toronto                 |
| 27/01/2021 | B. J. Johnson              | Nets de Long Island (NBA G-League) |

#### Joueurs coupés
|  | Joueurs non conservés après les camps d'entraînements de l'équipe. |

| Date       | Joueur        |
| ---------- | ------------- |
| 18/12/2020 | Paul Eboua    |
| 16/12/2020 | Breein Tyree  |
| 19/12/2020 | B. J. Johnson |